# Sverrir Ingi Ingason
Sverrir Ingi Ingason (Kópavogur, 5 augustus 1993) is een IJslandse voetballer die als verdediger voor Panathinaikos speelt. Sverrir maakte in 2014 zijn debuut in het IJslands voetbalelftal.

## Clubcarrière
Sverrir Ingi Ingason speelde in zijn geboorteland voor Breiðablik, dat hem in 2011 verhuurde aan het bescheiden Augnablik. Nadien groeide hij uit tot een vaste waarde bij Breiðablik. In 2014 maakte Sverrir de overstap naar Viking FK.
In februari 2015 haalde KSC Lokeren Sverrir naar België. In het seizoen 2015/16 speelde hij mee in alle competitiewedstrijden van Lokeren. Op 13 februari 2016 maakte Sverrir zijn eerste doelpunt in de Belgische competitie, in een uitwedstrijd tegen OH Leuven (3–3).
Na zijn periode bij Lokeren speelde hij achtereenvolgens bij Granada, Rostov, PAOK Saloniki en Midtjylland. Sinds de zomer van 2024 speelt hij voor Panathinaikos.

## Clubstatistieken
| Seizoen                                     | Club                                        | Competitie                                  | Duels | Doelpunten | Gele kaart | Twee keer geel | Rode kaart |
| ------------------------------------------- | ------------------------------------------- | ------------------------------------------- | ----- | ---------- | ---------- | -------------- | ---------- |
| 2009/10                                     | Breiðablik Kópavogur                        | Pepsideild                                  | 0     | 0          | 0          | 0              | 0          |
| 2010/11                                     | Breiðablik Kópavogur                        | Pepsideild                                  | 0     | 0          | 0          | 0              | 0          |
| 2011/12                                     | Breiðablik Kópavogur                        | Pepsideild                                  | 21    | 2          | 3          | 1              | 0          |
| 2012/13                                     | Breiðablik Kópavogur                        | Pepsideild                                  | 39    | 3          | 6          | 0              | 0          |
| 2013/14                                     | Viking FK                                   | Tippeligaen                                 | 34    | 4          | 3          | 0              | 0          |
| 2014/15                                     | Sporting Lokeren                            | Eerste klasse                               | 14    | 0          | 4          | 0              | 0          |
| 2015/16                                     | Sporting Lokeren                            | Eerste klasse                               | 33    | 1          | 3          | 1              | 0          |
| 2016/17                                     | Sporting Lokeren                            | Eerste klasse                               | 23    | 0          | 4          | 0              | 0          |
| 2016/17                                     | Granada CF                                  | Primera División                            | 17    | 1          | 7          | 0              | 0          |
| 2017/18                                     | FK Rostov                                   | Premjer-Liga                                | 30    | 3          | 4          | 0              | 0          |
| 2018/19                                     | FK Rostov                                   | Premjer-Liga                                | 19    | 2          | 4          | 0              | 0          |
| 2018/19                                     | PAOK Saloniki                               | Super League                                | 6     | 0          | 3          | 0              | 0          |
| 2019/20                                     | PAOK Saloniki                               | Super League                                | 34    | 4          | 7          | 0              | 0          |
| 2020/21                                     | PAOK Saloniki                               | Super League                                | 39    | 6          | 12         | 0              | 0          |
| 2021/22                                     | PAOK Saloniki                               | Super League                                | 36    | 3          | 7          | 0              | 0          |
| 2022/23                                     | PAOK Saloniki                               | Super League                                | 36    | 3          | 4          | 0              | 0          |
| 2023/24                                     | Midtjylland                                 | Superligaen                                 | 30    | 2          | 6          | 1              | 0          |
| 2024/25                                     | Panathinaikos                               | Super League                                | 45    | 1          | 5          | 1              | 0          |
| Totaal (competitie, beker & internationaal) | Totaal (competitie, beker & internationaal) | Totaal (competitie, beker & internationaal) | 456   | 35         | 82         | 4              | 0          |

## Interlandcarrière
Sverrir Ingi Ingason maakte zijn debuut in het IJslands voetbalelftal op 21 januari 2014 in een oefeninterland tegen Zweden (0–2 verlies). Na 57 minuten verving hij Arnór Smárason. Ook Björn Daníel Sverrisson (Viking FK) en Guðmundur Thórarinsson (Sarpsborg 08 FF) maakten in het duel hun debuut in het elftal van IJsland.
In Canada, bijna een jaar later, speelde Sverrir op 16 januari 2015 zijn tweede interland; na rust was hij de vervanger van Victor Pálsson. Op 29 maart 2016 maakte hij zijn eerste interlanddoelpunt in een vriendschappelijke wedstrijd tegen het Grieks voetbalelftal (2–3 winst).
Op 9 mei 2016 maakte bondscoach Lars Lagerbäck bekend Sverrir mee te nemen naar het Europees kampioenschap in juni 2016. Hij was een van de jongste en minst ervaren spelers in de selectie. IJsland werd in de kwartfinale uitgeschakeld door gastland Frankrijk, dat met 5–2 won.
Sverrir maakte twee jaar later ook deel uit van de selectie van IJsland voor het Wereldkampioenschap voetbal in Rusland, waar IJsland zich toen ook voor het eerst voor geplaatst had. Sverrir kreeg toen meer speeltijd, maar IJsland kwam hier niet verder dan de groepsfase.